# Магри (река)
Магри — река в России, протекает по территории Лазаревского района города Сочи (Краснодарский край). Впадает в Чёрное море.

## География
Спустившись с гор, река протекает через курортный микрорайон Магри, пересекая трассу А147 и железную дорогу.
На реке имеется Магрийский водопад.

## История
Предполагается, что название реки Магри происходит от Абхазского амагра — «рукав». Хотя само название местечка Магри происходит от имени мужчины и женщины.